# Unidades de Manejo para la Conservación de la Vida Silvestre
Las Unidades de Manejo para la Conservación de la Vida Silvestre, o por sus siglas UMAS, son predios de propietarios o poseedores que voluntariamente los destinan al aprovechamiento sustentable de las especies silvestres que ahí habitan en México.

## Historia
Las UMAS fueron creadas en 1997, con la finalidad de promover el aprovechamiento sustentable de la fauna silvestre, incluyendo la protección de las especies en peligro de extinción. Las Unidades de Manejo para la Conservación de la Vida Silvestre (UMA) se originan como respuesta a la necesidad de encontrar opciones sostenibles de desarrollo socioeconómico en México. Estas unidades buscan fomentar la diversificación de actividades productivas en áreas rurales, a través de la combinación de conservación y aprovechamiento sustentable de la vida silvestre.

## Tipos
Las UMA se establecen para conservar y aprovechar de manera sustentable la vida silvestre. 
Pueden ser de dos tipos: 
- Extensivas: Operan en vida libre.
- Intensivas: Operan en cautiverio o confinamiento.

Las UMAS pueden ser criaderos, zoológicos, viveros, jardines botánicos, circos, espectáculos fijos o ambulantes. 
Dentro de estas unidades se reproducen y propagan ejemplares de flora, fauna y hongos silvestres; y se generan productos y subproductos destinados a los diversos tipos de aprovechamiento.
Las UMA pueden establecerse en pequeñas o extensas propiedades bajo cualquier régimen de tenencia de la tierra. Su objetivo general es la conservación del hábitat natural, poblaciones y ejemplares de especies silvestres.

## Objetivos
Las UMA pueden tener una variedad de objetivos específicos. Estos incluyen la restauración, protección, mantenimiento, recuperación, reproducción, repoblación, reintroducción, investigación, rescate, resguardo, rehabilitación, exhibición, recreación, educación ambiental y aprovechamiento sustentable de la vida silvestre.

## Funcionamiento
Las UMA funcionan como:
- Centros de pies de cría: para la reproducción de especies silvestres.
- Bancos de germoplasma: para la conservación de material genético de especies silvestres.
- Alternativas de conservación y reproducción de especies clave o que se encuentren en alguna categoría de riesgo.
- Unidades de educación ambiental: para la sensibilización de la población sobre la importancia de la conservación de la vida silvestre.
- Unidades de investigación: para el estudio de la vida silvestre.
- Unidades con fines cinegéticos: para la caza regulada de especies silvestres.
- Unidades de producción de ejemplares, partes y derivados de especies de vida silvestre: para su comercialización.